# Neeraj Chopra
Neeraj Chopra (ur. 24 grudnia 1997 w Panipat) – indyjski lekkoatleta specjalizujący się w rzucie oszczepem.
W 2013 odpadł w eliminacjach mistrzostw świata juniorów młodszych. Na początku 2016 zwyciężył w igrzyskach Azji Południowej poprawiając rekord Azji juniorów. Srebrny medalista juniorskich mistrzostw Azji w Ho Chi Minh (2016) oraz mistrz świata juniorów w Bydgoszczy (2016) – podczas tej imprezy ustanowił rekord świata U20. Rok później wywalczył pierwszy w karierze krążek w imprezie seniorów – złoty medal mistrzostw Azji. W 2018 roku wygrał igrzyska Wspólnoty Narodów oraz igrzyska azjatyckie.
W 2021 został w Tokio mistrzem olimpijskim. Był to pierwszy medal olimpijski lekkoatlety z Indii, od czasów Normana Pritcharda, który na Igrzyskach Olimpijskich w 1900 zdobył dwa srebrne medale w konkurencjach biegowych. Rok później sięgnął po srebro mistrzostw świata w Eugene, natomiast w 2023 zdobył złoty medal światowego czempionatu. Rok później został wicemistrzem olimpijskim.
Złoty medalista mistrzostw Indii.
Rekord życiowy: 90,23 (16 maja 2025, Doha), rezultat ten jest rekordem Indii. Chopra jest również rekordzistą świata juniorów (86,48 uzyskane 23 lipca 2016 w Bydgoszczy).
W roku 2018 został laureatem nagrody Arjuna Award.

## Osiągnięcia
| Rok  | Impreza                               | Miejsce     | Pozycja           | Wynik |
| ---- | ------------------------------------- | ----------- | ----------------- | ----- |
| 2013 | Mistrzostwa świata juniorów młodszych | Donieck     | el. – 19. miejsce | 66,75 |
| 2016 | Igrzyska Azji Południowej             | Guwahati    | 1. miejsce        | 82,23 |
| 2016 | Mistrzostwa Azji juniorów             | Ho Chi Minh | 2. miejsce        | 77,60 |
| 2016 | Mistrzostwa świata juniorów           | Bydgoszcz   | 1. miejsce        | 86,48 |
| 2017 | Mistrzostwa Azji                      | Bhubaneswar | 1. miejsce        | 85,23 |
| 2017 | Mistrzostwa świata                    | Londyn      | el. – 15. miejsce | 82,26 |
| 2018 | Igrzyska Wspólnoty Narodów            | Gold Coast  | 1. miejsce        | 86,47 |
| 2018 | Puchar interkontynentalny             | Ostrawa     | 6. miejsce        | 80,24 |
| 2018 | Igrzyska azjatyckie                   | Dżakarta    | 1. miejsce        | 88,09 |
| 2021 | Igrzyska olimpijskie                  | Tokio       | 1. miejsce        | 87,58 |
| 2022 | Mistrzostwa świata                    | Eugene      | 2. miejsce        | 88,13 |
| 2023 | Mistrzostwa świata                    | Budapeszt   | 1. miejsce        | 88,17 |
| 2023 | Igrzyska azjatyckie                   | Hangzhou    | 1. miejsce        | 88,88 |
| 2024 | Igrzyska olimpijskie                  | Paryż       | 2. miejsce        | 89,45 |